# Запізнілі нейтрони
У ядерній техніці запізнілий нейтрон — це нейтрон, що випромінюється після події ядерного поділу одним із продуктів поділу (або фактично, дочірнім продуктом поділу після бета-розпаду) у будь-який час від кількох мілісекунд до кількох хвилин після події поділу. Нейтрони, що народжуються протягом 10−14 секунд після поділу, називаються «миттєвими нейтронами».
У ядерному реакторі великі нукліди діляться на два багаті нейтронами продукти поділу (тобто нестабільні нукліди) і вільні нейтрони (миттєві нейтрони). Багато з цих продуктів поділу потім піддаються радіоактивному розпаду (зазвичай бета-розпаду), і отримані нукліди нестабільні щодо бета-розпаду . Невелика частина з них збуджена достатньо, щоб мати можливість бета-розпаду, випромінюючи запізнілий нейтрон на додаток до бета-частинки. Момент бета-розпаду нуклідів-попередників, які є попередниками запізнілих нейтронів, відбувається на порядки пізніше в порівнянні з викидом миттєвих нейтронів. Отже, нейтрон, який виникає в результаті розпаду попередника, називається запізнілим нейтроном. Однак «затримка» нейтронного випромінювання пов'язана із затримкою бета-розпаду (який є повільнішим, оскільки контролюється слабкою взаємодією), оскільки нейтронне випроміннювання, як і гамма-випромінювання, контролюється сильною взаємодією, і, таким чином, відбувається при поділі, або майже одночасно з бета-розпадом, відразу після нього. Різні періоди напіврозпаду цих розпадів, які в кінцевому підсумку призводять до викиду нейтронів, є таким чином періодом напіврозпаду радіонуклідів-попередників.
Запізнілі нейтрони відіграють важливу роль в керуванні ядерним реактором та аналізі безпеки.

## Принцип
Запізнілі нейтрони пов'язані з бета-розпадом продуктів поділу. Після швидкого випромінювання нейтронів поділу залишкові осколки все ще багаті нейтронами і проходять ланцюг бета-розпадів. Чим більш багатий нейтронами фрагмент, тим енергійнішим і швидшим буде бета-розпад. У деяких випадках доступна енергія при бета-розпаді є достатньо високою, щоб залишити залишкове ядро в такому сильно збудженому стані, що відбувається викид нейтронів замість гамма-випромінювання .
На прикладі U-235 це ядро поглинає теплові нейтрони, а безпосередніми масовими продуктами події поділу є два великих уламки поділу, які є залишками утвореного ядра U-236. Ці осколки випромінюють в середньому два-три вільні нейтрони (в середньому 2,47), які називаються «швидкими» нейтронами. Наступний фрагмент поділу іноді проходить стадію радіоактивного розпаду (який є бета-мінус-розпадом), що дає нове ядро (ядро випромінювача) у збудженому стані, яке випускає додатковий нейтрон, який називається «запізнілим» нейтроном, щоб дістатися до базового стану. Ці осколки поділу, що випромінюють нейтрони, називаються атомами-попередниками запізнілих нейтронів.
Дані запізнілих нейтронів для теплового поділу в U-235
| Група | Період напіврозпаду | Константа розпаду (s −1) | Енергія (кеВ) | Вихід, нейтронів на поділ | Частка   |
| ----- | ------------------- | ------------------------ | ------------- | ------------------------- | -------- |
| 1     | 55,72               | 0,0124                   | 250           | 0,00052                   | 0,000215 |
| 2     | 22,72               | 0,0305                   | 560           | 0,00346                   | 0,001424 |
| 3     | 6.22                | 0,111                    | 405           | 0,00310                   | 0,001274 |
| 4     | 2.30                | 0,301                    | 450           | 0,00624                   | 0,002568 |
| 5     | 0,610               | 1.14                     | -             | 0,00182                   | 0,000748 |
| 6     | 0,230               | 3.01                     | -             | 0,00066                   | 0,000273 |

## Значення в фундаментальних дослідженнях ядерного поділу
Стандартне відхилення остаточного розподілу кінетичної енергії як функції маси кінцевих осколків від низькоенергетичного поділу урану-234 та урану-236 представляє пік навколо області мас легких уламків і інший в області мас важких осколків. Моделювання цих експериментів методом Монте-Карло свідчить про те, що ці піки утворюються в результаті швидкого випромінювання нейтронів. Цей ефект швидкого випромінювання нейтронів не дозволяє отримати первинну масу та кінетичний розподіл, що важливо для вивчення динаміки поділу від сідлової точки до точки розриву.

## Значення в ядерних реакторах
Якби ядерний реактор став миттєво критичним — навіть дуже незначно — кількість нейтронів зростала б експоненціально з високою швидкістю, і дуже швидко реактор став би некерованим за допомогою зовнішніх механізмів. Контроль зростання потужності буде залишено на його внутрішніх факторах фізичної стабільності, як-от теплове розширення активної зони або збільшення резонансного поглинання нейтронів, які зазвичай мають тенденцію до зниження реакційної здатності реактора при підвищенні температури; але реактор ризикує бути пошкодженим або знищеним теплом.
Однак завдяки запізнілим нейтронам можна залишити реактор у підкритичному стані, що стосується лише миттєвих нейтронів: запізнілі нейтрони приходять на мить пізніше, якраз вчасно, щоб підтримати ланцюгову реакцію, коли вона затухає. У цьому режимі загальне виробництво нейтронів все ще зростає в геометричній прогресії, але в часовому масштабі, який регулюється затримкою вироблення нейтронів, яке досить повільне, щоб його можна було контролювати (так само, як інакше нестабільний велосипед можна збалансувати, оскільки рефлекси людини досить швидкі на часовий масштаб його нестабільності). Таким чином, розширюючи межі непрацездатності та надкритичності та надаючи більше часу для регулювання реактора, затримка нейтронів є важливою для безпеки реактора і навіть для реакторів, які потребують активного контролю.
Нижчий відсоток запізнілих нейтронів робить використання великого відсотка плутонію в ядерних реакторах більш складним.

## Визначення частки
Частка виходу попередника β визначається як:
{\displaystyle \beta ={\frac {\mbox{атоми-попередники}}{{\mbox{негайні нейтрони}}+{\mbox{атоми-попередники}}}}.}[джерело?]
і дорівнює 0,0064 для U-235.
Частка запізнілих нейтронів (DNF) визначається як:
{\displaystyle DNF={\frac {\mbox{запізнілі нейтрони}}{{\mbox{негайні нейтрони}}+{\mbox{запізнілі нейтрони}}}}.}
Ці два фактори, β і DNF, майже однакові, але не зовсім; вони відрізняються у випадку швидкої (швидшої за час розпаду атомів-попередників) зміни кількості нейтронів у реакторі.
Інша концепція — це ефективна частка запізнілих нейтронів β eff, яка є часткою запізнілих нейтронів, зваженою (за простором, енергією та кутом) на суміжний потік нейтронів. Ця концепція виникає через те, що сповільнені нейтрони випромінюються з енергетичним спектром, ближчим до теплового порівняно з миттєвими нейтронами. Для палива з низьким вмістом збагаченого урану, що працює на спектрі теплових нейтронів, різниця між середньою та ефективною частками запізнілих нейтронів може досягати 50 пкм.